# Брэдли, Омар
Ома́р Не́льсон Брэ́дли (англ. Omar Nelson Bradley; 12 февраля 1893, Кларк, Миссури — 8 апреля 1981, Нью-Йорк) — американский военачальник, генерал армии (20 сентября 1950), один из главных командиров Армии США в Северной Африке и Европе во время Второй мировой войны. После войны занимал должность начальника Генерального штаба армии; в 1949 году стал первым председателем Объединённого комитета начальников штабов США. Последний (на 2024 год) американский военачальник, имевший звание генерала армии (5 звёзд), и единственный, кому это звание было присвоено после окончания Второй мировой войны.

## Ранние годы
Омар Нельсон Брэдли родился 12 февраля 1893 года в семье бедного школьного учителя в городке Кларк (штат Миссури). Получил имя в честь друга отца, местного газетчика Омара Д. Грея. Когда юному Брэдли исполнилось 14 лет, его отец умер. Для Омара с матерью наступили тяжёлые времена. По окончании средней школы в Моберли в 1910 году Брэдли поступил на работу в железнодорожные мастерские, чтобы помочь семье и накопить денег на университет, но директор местной воскресной школы, который был другом его отца, посоветовал ему сдавать экзамены в Вест-Пойнт.
Брэдли написал письмо конгрессмену своего округа с просьбой порекомендовать его в академию Вест-Пойнт. Но оказалось, что кандидат от штата уже намечен, и Омару предложили попробовать свои силы на экзаменах в качестве запасного кандидата. Это известие очень расстроило Брэдли. Экзамены были уже через неделю, а бросить работу, чтобы готовиться к ним, он не мог. Кроме того, не было денег на билет в Сент-Луис, где проходили экзамены. Вся затея представлялась молодому Омару бесполезной тратой времени, заранее обреченной на неудачу. Несмотря на такое разочарование, Брэдли пошёл к другу отца за советом.
Через три недели Брэдли уведомили о том, что основной кандидат провалился на экзаменах.
Три года учёбы очень многое дали Омару — он получил прекрасное общее образование, глубокие знания в области военного искусства. В Вест-Пойнте он сдружился с Дуайтом Эйзенхауэром. Позднее их дружба переросла в плодотворное сотрудничество. Брэдли и Дуайт понимали и поддерживали друг друга.
Брэдли окончил училище достойно, но не блестяще — 44-м из 164 кадетов. В курсантские годы он больше преуспевал по части футбола и бейсбола, которые всю жизнь пропагандировал как незаменимое средство для выработки командного духа.

## Начало военной карьеры
Службу Брэдли начал в гарнизоне в штате Вашингтон, в 1916 году, участвовал в пограничном конфликте с Мексикой. Сразу после вступления Америки в мировую войну Брэдли начал слать командованию рапорты о переводе в Европу. Но вместо этого всю Первую мировую войну Омар Брэдли находился в Соединённых Штатах, что доставляло ему немало огорчений. Мечтавший о фронте, он командовал ротой, которая охраняла медные рудники в Батте.
В августе 1918 года Брэдли назначили командиром батальона, готовившегося к отправке во Францию, но тут последовало перемирие, и вместо этого молодому капитану Брэдли пришлось учить военному делу студентов университета Южной Дакоты.
В сентябре 1920 года Брэдли стал преподавателем математики в Вест-Пойнте. Начальником училища был Дуглас Макартур, встречи с которым в разное время дали толчок карьере многих будущих полководцев, включая Эйзенхауэра.
В это время состоялось его знакомство с генералом Маршаллом, который обратил внимание на способного офицера. Генерал Маршалл очень многое сделал для Омара и главное научил правильно строить взаимоотношения с подчинёнными.
Вест-Пойнт был центром военной мысли, и Брэдли с головой окунулся в теоретические споры. Он рано пришёл к выводу, что большинство американских и мировых авторитетов преувеличивают значение опыта позиционной войны 1914—1918 годов. Его кумиром был кавалерийский генерал Гражданской войны — Уильям Шерман, прославившийся стремительными рейдами по тылам южан.
Летом 1938 года Брэдли получил назначение в штаб американских сухопутных сил. В 1940 году Маршалл стал начальником Генерального штаба и перевёл Брэдли из управления личного состава военного министерства в свою канцелярию в качестве помощника секретаря генерального штаба. Через год Омар получил назначение на должность начальника пехотной школы и чин бригадного генерала.

## Вторая мировая война
Когда была объявлена Вторая мировая война, Брэдли некоторое время командовал 82-й и 28-й пехотными дивизиями.
В 1943 году он стал помощником главнокомандующего союзными силами в Северной Африке добивавшего в южном Тунисе остатки армии Роммеля. В ходе Тунисской и Сицилийской операций. Командовал корпусом Паттон, которого Брэдли сменил, когда тот пошёл на повышение.
Проявив мужество и находчивость, а также блестящие организаторские способности, Брэдли взял Мессину через пять недель после высадки. Это позволило сберечь значительное число жизней американских солдат.
В Нормандии Брэдли был командующим 1-й армией. Солдаты Брэдли первыми высадились на французский берег и выдержали тяжелейший бой на плацдарме Омаха. Дальше предстоял захват порта Шербур. Брэдли активно участвовал в разработке плана операции, которая позволила овладеть этим важным стратегическим объектом. К началу июля 1944 года была значительно увеличена численность войск, которые упорно продвигались вглубь континента. 9 июня Брэдли перенёс свой командный пункт на континент. 1 августа Эйзенхауэр создал 12-ю группу армий (самое крупное американское объединение войск в истории), к концу войны включавшее в себя четыре армии, 48 дивизий и 1,3 миллиона человек личного состава. Брэдли стал во главе 12-й группы армий. Освободив Париж, он двинулся со своими войсками к границе Германии. Несмотря на серьёзное сопротивление противника и его контрнаступление в Арденнах в конце 1944 года, Брэдли в начале 1945 года прорвал линию Зигфрида и перешёл Рейн.
Во время Второй мировой войны Брэдли был награждён двумя советскими орденами — Кутузова I ст. (04.10.1944) и Суворова I ст. (17.05.1945).

## Послевоенная деятельность
15 августа 1945 года президент Трумэн назначил Брэдли руководителем управления своей администрации по делам ветеранов. Под его опекой оказалось 17 миллионов бывших фронтовиков, которым надо было помогать осваиваться в мирной жизни.
В феврале 1948 года Брэдли сменил Эйзенхауэра на посту начальника штаба американской армии, а в августе 1949 года стал первым в истории председателем Объединённого комитета начальников штабов (до этого каждый вид американских вооружённых сил имел собственное руководство).
22 сентября 1950 года Конгресс присвоил Брэдли звание генерала армии.
В 1951 году вышли в свет его мемуары «Солдатские истории» (в русском переводе — «Записки солдата»).
15 августа 1953 года Брэдли оставил военную службу. Он прожил ещё 28 лет, давая советы нескольким президентам, напутствуя солдат и консультируя создателей голливудских фильмов о войне.
С 1958 года стал председателем Совета «Бюлова Вахт Компани», занимавшейся производством вооружений.
Последнее публичное появление Омара Брэдли состоялось 20 января 1981 года в связи с инаугурацией президента Рональда Рейгана.
Омар Нельсон Брэдли умер 8 апреля 1981 года в Нью-Йорке и был похоронен на Арлингтонском кладбище рядом с его двумя женами.

## Личная жизнь
28 декабря 1916 года Омар Брэдли женился на Мэри Элизабет (Брэдли) Куэйл. 1 декабря 1965 года Мэри Брэдли умерла от лейкемии.
12 сентября 1966 года Брэдли женился во второй раз, его избранницей была Эстер Дора «Китти» Бюлер (Брэдли) до самой его смерти.
Единственная дочь Брэдли, родившаяся в первом браке, Элизабет (1922—2016, в браке Дорси) находилась в крайне натянутых отношениях с его второй женой и отказывалась с ней общаться до самой смерти последней.

## Память
- В честь Омара Брэдли была названа боевая машина пехоты США — M2 Брэдли.
- 5 мая 2000 года Почтовая служба США выпустила серию марок «Уважаемые солдаты», в которой был и сам Омар Нельсон Брэдли.
- Посмертная автобиография Омара Брэдли «Жизнь Генерала» была опубликована в 1983 году Клейем Блэром.

## Даты присвоения воинских званий
| В 1915 не существовало знаков различия                           | второй лейтенант, армия США: 12 июня 1915                           |
|                                                                  | первый лейтенант, армия США: 13 октября 1916                        |
|                                                                  | капитан, армия США: 22 августа 1917                                 |
|                                                                  | майор, Национальная армия США: 17 июля 1918                         |
|                                                                  | капитан, Регулярная армия США (чин мирного времени): 4 ноября 1922  |
|                                                                  | майор, Регулярная армия США: 27 июня 1924                           |
|                                                                  | подполковник, Регулярная армия США: 22 июля 1936                    |
|                                                                  | бригадный генерал (временное повышение), армия США: 24 февраля 1941 |
|                                                                  | генерал-майор (временное повышение), армия США: 18 февраля 1942     |
|                                                                  | генерал-лейтенант (временное повышение), армия США: 9 июня 1943     |
|                                                                  | полковник, Регулярная армия США: 13 ноября 1943                     |
|                                                                  | генерал, армия США: 29 марта 1945                                   |
| чин генерала сделан постоянным в Регулярной армии 31 января 1949 |                                                                     |
|                                                                  | генерал армии, Регулярная армия США: 22 сентября 1950               |